# Número esfênico

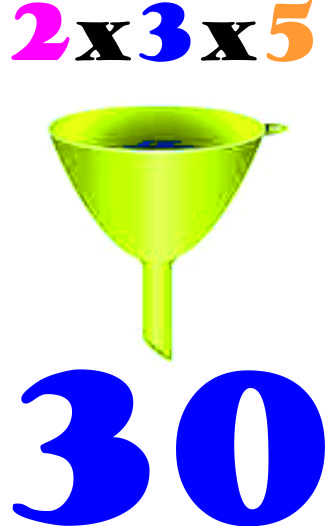
Trinta é um número esfênico

Um número esfênico (do grego antigo σφήνα) é um número inteiro positivo que é o produto de três fatores primos distintos. A função de Möbius retorna -1 para todo número esfênico. 
Note que essa definição é mais restringente que se exigisse simplesmente que o inteiro tivesse exatamente três fatores primos; exemplo: 60 = 2² × 3 × 5 tem exatamente 3 fatores primos, mas não é esfênico.
Todos os números esfênicos têm exatamente oito divisores. Se o número esfênico for expresso como {\displaystyle n=x\cdot y\cdot z}, então seus divisores serão (possivelmente não ordenados):
{\displaystyle \left\{1,\ x,\ y,\ z,\ xy,\ xz,\ yz,\ n\right\}}
Os primeiros números esfênicos são: 30, 42, 66, 70, 78, 102, 105, 110, 114, 130, 138, ... (sequência A007304 na OEIS)

## Números esfênicos consecutivos
O menor par de números consecutivos esfênicos é (230, 231), uma vez que 230 = 2×5×23 e 231 = 3×7×11. A menor tripla de números consecutivos esfênicos é (1309, 1310, 1311), já que 1309 = 7×11×17, 1310 = 2×5×131, e 1311 = 3×19×23. Não existe uma sequência de números esfênicos consecutivos com mais de 3 elementos. Em outras palavras, para cada n-upla (lê-se ênupla) {\displaystyle (\alpha _{1},\alpha _{2},...,\alpha _{n})}:
- {\displaystyle \alpha _{1},\alpha _{2},...,\alpha _{n}} podem ser esfênicos se e somente se {\displaystyle n=2} ou {\displaystyle n=3};

- {\displaystyle \alpha _{1},\alpha _{2},...,\alpha _{n}} não são esfênicos {\displaystyle \forall \ n\geq 4.}

As primeiras triplas de números esfênicos são:
(1309, 1310, 1311), (1885, 1886, 1887), (2014, 2015, 2016), (2665, 2666, 2667), ... (sequência A165936 na OEIS)

## Maior número esfênico conhecido
Uma vez que existem infinitos números primos, também existem infinitos números esfênicos.
O maior número esfênico conhecido é  
(274.207.281 	 − 1) × (257.885.161 − 1) × (243.112.609 − 1).
Produto dos três maiores números primos conhecidos. Foi definido em janeiro de 2016.
Divisão entre números consecutivos
Na divisão entre dois números consecutivos temos dois casos:
Caso 1 - Caso em que o número maior tem paridade par
Caso 2 - Caso em que o número maior tem paridade impar

Caso 1 -
Sejam dois números consecutivos {\displaystyle A,B} com {\displaystyle A>B} e de paridade par.
A divisão  {\displaystyle A/B=1+1/B} e a outra divisão {\displaystyle B/A=1-1/A}
Na imensa maioria dos casos cada uma dessas expressões tem como resultados números, com infinitos algarismos após o ponto decimal.
Em absolutamente todos os casos ao menos uma das duas expressões acima apresenta infinitos algarismos após o ponto decimal.
No nosso sistema decimal a decomposição única do número {\displaystyle 10} é {\displaystyle 10=2.5} , então a fração {\displaystyle 1/B}   só não será uma dizima infinita quando {\displaystyle B=5^{n}} pois {\displaystyle B} é um número de paridade impar.
A fração {\displaystyle 1/A} só não será uma dizima infinita  quando {\displaystyle A=2^{m}.a^{n}}  onde {\displaystyle a=10} .
A expressão {\displaystyle 5^{n}} termina sempre no número {\displaystyle 25} exceto  para {\displaystyle n=1} .
Para termos dois números consecutivos nas condições acima o número {\displaystyle A}   tem que terminar em {\displaystyle 26} exceto para o primeiro caso onde {\displaystyle A=6} , e o número {\displaystyle A},  terá que ser da forma {\displaystyle 2^{m}} onde a expressão {\displaystyle 1/A} não será uma dizima infinita.
Como os números da forma {\displaystyle 2^{m}}  com o algarismo {\displaystyle 6} na última posição são sempre terminados em {\displaystyle 16,56,96,36,76}, jamais teremos o par consecutivo com os dois últimos algarismos sendo {\displaystyle 25,26} e com a propriedade de serem da forma {\displaystyle 5^{n},2^{m}} .
Esta divisão é aplicada na solução para o Ultimo Teorema de Fermat e para a Conjectura de Beal.
Caso 2
Sejam dois números consecutivos  {\displaystyle B,A} com     {\displaystyle B>A}  e de paridade impar.
A divisão {\displaystyle B/A=1+1/A}  e a outra divisão {\displaystyle A/B=1-1/B}
Na imensa maioria dos casos, cada uma destas expressões tem como resultado números com infinitos algarismos após o ponto decimal.
Em absolutamente todos os casos ao menos uma destas duas expressões apresenta como resultado números com infinitos algarismos após o ponto decimal.
No nosso sistema decimal a composição única do número {\displaystyle 10}  é {\displaystyle 10=2.5} , então a fração {\displaystyle 1/A} só não será uma dizima infinita quando  {\displaystyle A=2^{m}} .
A fração {\displaystyle 1/B} só não será uma dizima infinita quando {\displaystyle B=5^{n}}
A expressão {\displaystyle 5^{n}} termina sempre no número {\displaystyle 25} exceto para {\displaystyle n=1} .
Para termos dois números consecutivos nas condições acima o número {\displaystyle A} tem que terminar em {\displaystyle 24} , exceto para o primeiro caso onde {\displaystyle A=4} , e o número {\displaystyle A} terá que ser  da forma {\displaystyle 2^{m}}, onde a expressão {\displaystyle 1/A} não será uma dizima infinita. O valor de {\displaystyle A} só termina em {\displaystyle 24} , para {\displaystyle m=10,30,50,70,90,110...} e para nenhum destes casos o número sucessivo terminado em {\displaystyle 25} é da forma {\displaystyle 5^{n}}., impedindo que tenhamos números consecutivos terminados em {\displaystyle 24,25}  que sejam da forma {\displaystyle 2^{m},5^{n}}.
Ligações externas
da On-Line Encyclopedia of Integer Sequences, em inglês.
«Números esfênicos»